# Камілла Донсьє
Каміль Донсьє (фр. Camille Doncieux; 15 січня 1847 — 5 вересня 1879, Ветей) — перша дружина художника Клода Моне. Камілла була моделлю багатьох його полотен, включаючи такі, як «Жінки в саду», де для всіх жіночих фігур на полотні позувала Камілла, і «Жінка в зеленому».
Каміль народила Моне двох синів: Жана — в 1867 році і Мішеля — в 1878 році. Народження другої дитини послабило вже і без того слабке здоров'я Каміль, і незабаром після цього вона померла. Моне написав її посмертний портрет.

## Раннє життя
Каміль-Леоні Донсьє народилася в містечку Ла Гільйотьєр, яке нині є частиною Ліона, Франція, 15 січня 1847 р. Її батько Шарль Клод Донсьє був купцем. Він переїхав із дружиною та дочкою до Парижу, поблизу Сорбони, на початку Другої Французької імперії (1852-1870). Через кілька років після народження її сестри Женев'єв-Франсуа в 1857 році сім'я переїхала в Батіньоль, нині частина північно-західної частини Парижа. Батіньоль була популярною серед художників.
У підлітковому віці Донсьє почала працювати моделлю. 1865 року вона познайомилася з Клодом Моне, старшого за неї на сім років, і стала його моделлю. Каміль була коханкою Моне, жила в бідності на початку його кар'єри. Тітка і батько Клода не схвалювали стосунків з Каміллою. Під час вагітності Каміль їхнім першим сином, Моне залишив її в Парижі і залишився у заміському маєтку своєї тітки, щоб захистити щомісячний прибуток, який він отримував від сім'ї, і показати, що він більше не має стосунків з Каміль. Вона залишилася в Парижі без коштів на догляд.

## Шлюб і діти
8 серпня 1867 року в Парижі Каміль Донсьє народила Жана, її першого сина від Клода Моне. Клод, який провів літо в Сент-Адрессі, відвідуючи свого батька і тітку Софі Лекадр, повернувся до Парижа щоб бути присутнім на народженні сина і пробув кілька днів після цього, перш ніж повернутися в Сент-Адрес. Наприкінці року він повернувся до Парижу на канікули і залишився в холодній однокімнатній квартирі, у якій Каміль жила з Жаном. 1868 року Моне поїхав жити до Камілли та Жана до Парижа, приховуючи цей факт від свого батька та тітки, які вважали, що він кинув "свою коханку та дитину". Щоб уникнути своїх кредиторів та жити в менш дорогому місці, навесні сім'я переїхала до Глотона, невеликого мальовничого селища поблизу Беннекурта. Їх викинули за несплату з корчми, в якій вони зупинялись. Каміль та Жан змогли залишитися з кимось у країні, тоді як Моне намагався отримати гроші на виживання.
Каміль та Моне одружилися 28 червня 1870 р. у 8 окрузі Парижа під час цивільної церемонії. Свідком був художник Гюстав Курбе. Хоча батько Моне і не був присутній, оскільки він не схвалював його шлюб, батьки Каміль відвідали церемонію. Після одруження Каміль отримала придане в 1200 франків, що прирівнювалось до двох років відсотків від основної інвестиції, яку вона отримала б після смерті батька. Її батьки передбачали, що гроші приданого повинні зберігатися на окремому рахунку на ім'я Каміль. Це було зроблено для захисту грошей від кредиторів Клода Моне.
Пара взяла з собою сина Жана на весільну подорож до Трувіль-сюр-Мер і зупинилася в готелі Trivoli. Продовжуючи уникати кредиторів, Моне також намагався уникати призову на службу під час франко-прусської війни. Він залишив дружину і сина, щоб поїхати в Гавр, щоб відвідати хворого батька, а потім в Англію, "імовірно" з грошима, переданими йому батьком. Каміль і Жан зустрілися з ним в Англії в жовтні 1870 р.
Вони жили в Бат-Плейс, нині Кенсінгтон-Хай-стріт, Лондон, на початку 1871 року. Саме тут Моне зробив єдину картину Камілли, яку він намалював у Лондоні. Під назвою «Відпочинок» вона сиділа в шезлонгу з книгою на колінах.
Ернест та Аліс Хошеде приїхали жити до Моне після того, як багата родина втратила стан через "екстравагантний спосіб життя". Вони жили з ними спочатку у Ветей, а потім обидві сім'ї переїхали в більший будинок на дорозі від Ветея до Ла-Рош-Гвіон, у якому знаходилось 12 осіб: сім'ї Хошеде та Моне та "жменя слуг".
Другий син Клода Моне та Каміль, Мішель, народився 17 березня 1878 р.. Після його народження погане самопочуття Каміль ще більше погіршилося.

## Хвороба і смерть
Каміль захворіла після того, як сім'я Хошеде приїхала жити до Моне. Значна частина грошей, зароблених Моне від продажу його картин, була використана на оплату її медичного обслуговування. Аліс Хошеде годувала і піклувалась про неї під час хвороби.
На смертному одрі останні обряди проводив священник 31 серпня 1879 року. Він також релігійно затвердив цивільний шлюб Монетів.
Вона померла 5 вересня 1879 р. у Ветей від раку малого таза (хоча деякі джерела стверджують, що причиною її смерті був туберкульоз, або, можливо, невдалий аборт). Моне намалював її на смертному одрі.

## Предмет мистецтва
Каміль неодноразово була натурницею чоловіка, в тому числі для картини "Жінка в зеленій сукні", яка отримала визнання критиків у паризькому салоні і була продана за 800 франків Арсену Хуссає. 
Окрім того, що Каміль була музою Моне і улюбленою моделлю, вона також брала участь у моделях П'єра-Огюста Ренуара та Едуара Мане.